# Dracontium polyphyllum
Dracontium polyphyllum är en kallaväxtart som beskrevs av Carl von Linné. Dracontium polyphyllum ingår i släktet Dracontium och familjen kallaväxter. Inga underarter finns listade.